# San Rafael La Independencia
San Rafael La Independencia est une ville du Guatemala dans le département de Huehuetenango.